# Peter Thorwarth

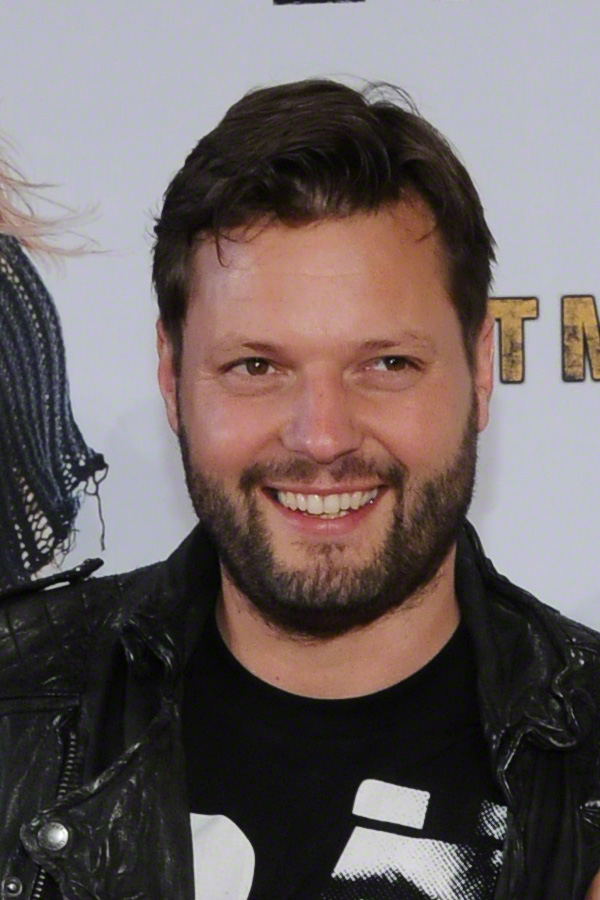
Peter Thorwarth (2014)

Peter Thorwarth (* 3. Juni 1971 in Dortmund) ist ein deutscher Regisseur und Drehbuchautor.

## Leben
Peter Thorwarth wuchs zusammen mit zwei Brüdern in Unna auf. Bereits im Alter von 14 Jahren drehte er die ersten Schmalfilme. Er besuchte das Ernst-Barlach-Gymnasium in Unna, an dem er 1990 mit Abitur abschloss. Danach wechselte er seinen Wohnsitz nach Bayern und studierte einige Semester Zahnmedizin in München, weil er die Aufnahmebedingungen für die dortige Filmhochschule nicht erfüllen konnte.
Thorwarth wohnt in München. Seine beiden jüngeren Brüder sind Lehrer und Polizist. Er ist mit der Schauspielerin Nele Kiper verheiratet. Sie haben sich 2004 während der Dreharbeiten zu Thorwarths Filmkomödie Goldene Zeiten, in der Kiper als Komparsin mitwirkte, kennengelernt, und sind seit 2007 liiert. Das Paar hat zwei gemeinsame Söhne (* 2014 und * 2022) und lebt in Köln und München.

## Werdegang
1992 studierte er Kommunikationsdesign in Augsburg, bis er 1994 schließlich an der Hochschule für Fernsehen und Film in München für das Fach Regie angenommen wurde. Bereits während seines Studiums erhielt er 1997 für verschiedene Kurzfilme den Münchner Regieförderpreis und die Silberplakette beim Internationalen Film Festival in Chicago.
Sein Kinodebüt Bang Boom Bang von 1999, in dem Thorwarth auch vor der Kamera als Yuppie zu sehen ist, wird mittlerweile als Kultfilm gehandelt.
2000 engagierte ihn die Band Die Toten Hosen als Regisseur für ihr Musikvideo zum Lied Bayern. 2002 drehte er für die Band den Clip zu Kein Alkohol ist auch keine Lösung, der den Comet als bestes nationales Video erhielt. Sein zweiter Kinofilm Was nicht passt, wird passend gemacht wurde im selben Jahr mit dem Jupiter als Bester Deutscher Film ausgezeichnet.
Thorwarth war Co-Autor der Spielfilme Goldene Zeiten von 2006 und Die Welle von 2008. Sein im Jahr 2021 veröffentlichter Spielfilm Blood Red Sky gilt als eine der erfolgreichsten deutschen Produktionen.

## Filmografie (Auswahl)

### Spielfilme und Serien
- 1997: Die zwei beiden vom Fach (TV, Regie)
- 1997: Mafia, Pizza, Razzia (Kurzfilm, Regie & Drehbuch)
- 1997: Was nicht paßt, wird passend gemacht (Kurzfilm) (Regie & Drehbuch)
- 1998: Ladendiebstahl
- 1999: Bang Boom Bang (Regie & Drehbuch)
- 2002: Was nicht passt, wird passend gemacht (Kinofilm) (Schauspieler, Regie & Drehbuch)
- 2003: Was nicht passt, wird passend gemacht (Serie)
- 2004: Sounds of Fear (Schauspieler)
- 2006: Goldene Zeiten (Regie & Drehbuch)
- 2007: Video Kings (Schauspieler)
- 2008: Die Welle (Drehbuch)
- 2009: Résiste – Aufstand der Praktikanten (Schauspieler)
- 2014: Nicht mein Tag (Regie & Drehbuch)
- 2019: Der letzte Bulle (Regie & Drehbuch)
- 2021: Blood Red Sky (Regie & Drehbuch)
- 2023: Blood & Gold (Regie)

### Musikvideos
- 1999: Time of my life, H-Blockx
- 2000: Bayern, Die Toten Hosen
- 2001: Summer, Beatsteaks
- 2002: Kein Alkohol ist auch keine Lösung, Die Toten Hosen
- 2003: Zur Erinnerung, Ferris MC
- 2006: The One, Martin Jondo